# Erpodium cubense
Erpodium cubense är en bladmossart som beskrevs av Nathaniel Lord Britton 1905. Erpodium cubense ingår i släktet Erpodium och familjen Erpodiaceae. Inga underarter finns listade i Catalogue of Life.